# Soko (Wringinanom)
Soko is een bestuurslaag in het regentschap Gresik van de provincie Oost-Java, Indonesië. Soko telt 4129 inwoners (volkstelling 2010).